# Limite newtonienne
La limite newtonienne est la limite de la relativité générale où celle-ci correspond à la gravitation newtonienne.
La limite newtonienne est une approximation qui suppose que les particules se déplacent lentement par rapport à la vitesse de la lumière dans un champ gravitationnel faible et statique.
La gravitation newtonienne n'est pas une théorie métrique de la gravitation. Mais il peut lui être associée une métrique qui reproduise les équations du mouvement newtonien. Il s'agit de l'approximation newtonienne de la métrique de Schwarzschild. Contrairement à celle-ci, son approximation newtonienne ne peut rendre compte ni de l'avance du périhélie de Mercure ni de la courbure des rayons lumineux. À l'approximation newtonienne, les coefficients de la métrique sont,, :
{\displaystyle g_{00}=-c^{2}-2\Phi },
{\displaystyle g_{0i}=0},
{\displaystyle g_{ij}=\delta _{ij}},
où {\displaystyle \delta } est le symbole de Kronecker, défini par, :
{\displaystyle \delta _{ij}=\delta _{i}^{j}=\delta ^{ij}={\begin{cases}1&{\mbox{si }}i=j\\0&{\mbox{si }}i\neq {j}\end{cases}}}.
Ainsi, l'approximation newtonienne de la métrique est,,, :
{\displaystyle \mathrm {d} s^{2}=-c^{2}\mathrm {d} \tau ^{2}=-c^{2}\left({\frac {1+2\Phi }{c^{2}}}\right)\mathrm {d} t^{2}+\mathrm {d} x^{2}+\mathrm {d} y^{2}+\mathrm {d} z^{2}}.
À la limite newtonienne, la métrique s'écrit :
{\displaystyle \mathrm {d} s^{2}=c^{2}\left(1+{\frac {2\Phi }{c^{2}}}\right)\mathrm {d} t^{2}-\left(1-{\frac {2\Phi }{c^{2}}}\right)\left(\mathrm {d} x^{2}+\mathrm {d} y^{2}+\mathrm {d} z^{2}\right)},
où :
- {\displaystyle c} est la vitesse de la lumière dans le vide ;
- {\displaystyle \Phi } est le potentiel gravitationnel newtonien[14].